# Paul Carroll
Paul Carroll (né le 16 mai 1986 à Taree, en Nouvelle-Galles du Sud) est un joueur australien de volley-ball. Il mesure 2,07 m et joue attaquant. Il totalise 138 sélections en équipe d'Australie.

## Clubs
| Club                     | De        | À         |
| ------------------------ | --------- | --------- |
| Volley Forlì             | 2009-2010 | 2009-2010 |
| TSV Unterhaching         | 2010-2011 | 2010-2011 |
| Berlin Recycling Volleys | 2011-2012 | 2017-2018 |
| Ienisseï Krasnoïarsk     | 2018-2019 | ...       |

## Palmarès

### Club
- Championnat d'Allemagne (6)
  - Vainqueur : 2012, 2013, 2014, 2016, 2017, 2018.
- Coupe d'Allemagne (2)
  - Vainqueur : 2011, 2016.
- Coupe de la CEV (1)
  - Vainqueur : 2016.

### Distinctions individuelles
- Meilleur joueur du championnat d'Allemagne 2010-2011